# (7230) Lutz
(7230) Lutz (1985 RZ1) – planetoida z pasa głównego asteroid okrążająca Słońce w ciągu 3,66 lat w średniej odległości 2,37 j.a. Odkryta 12 września 1985 roku.